# Пища богов (роман)
«Пища богов» (англ. The Food of the Gods) — фантастический роман Герберта Уэллса с сатирическими элементами, написанный в 1904 году, который описывает Англию XIX века.

## Сюжет
Начало действия романа разворачивается в маленькой деревушке, где двое учёных (Бенсингтон и Редвуд) открывают как бы гормон роста и проводят эксперимент — кормят цыплят этим веществом (оно в романе и называется «пищей богов»), которое делает их неимоверно сильными и большими в рекордное время. Из-за того, что эксперимент проводился некомпетентными людьми и не соблюдались нормы безопасности, курицы сбегают, из-за чего в округе воцаряется хаос. Кроме того, крысы и осы, которые случайно получили доступ к «пище богов», тоже выросли до гигантских размеров и стали смертельно опасными для людей. Учёные пытаются охотиться на монстров и сжигают ферму, на которой проводился эксперимент.
Затем, когда гигантские курицы уже были отловлены, а осы и крысы перестреляны, ученые начинают эксперименты над людьми, а именно над детьми — своими и своих друзей. Мир не принимает молодых гигантов, относится к ним отрицательно. Несмотря на попытки доказать свою пользу обществу, гигантов продолжают унижать и ограничивать, Бенсингтону приходится скрываться от экстремистски настроенной толпы. К власти в Великобритании приходит политик Кейтэрем, выступающий против гигантов, после чего ограничения усиливаются. В это время гигант Редвуд влюбляется в принцессу-гигантку (их обоих с младенчества кормили «пищей богов»). Они не могли быть вместе из-за разного социального статуса, поэтому сбегают к гигантам Коссарам.
Книга оканчивается борьбой за рост маленьких существ и обычных людей, которые уступают гигантам в росте, хотя они и многочисленны. Гигантские люди собираются в построенной ранее крепости и обстреливают Лондон и окрестности снарядами с «пищей богов». Кейтэрем предлагает гигантам территорию в изоляции, где они будут жить без права на размножение, но их это не устраивает. Они решают распространять «пищу богов», увеличивая всё, пусть даже, воюя за это с обычными людьми.

## Фильмы по книге
Экранизацией романа «Пища богов» занялся в 1976 году Берт Гордон, но не преуспел — фильм получил премию как самый худший фильм всех времен на «The Golden Turkey Awards». До этого, в 1956 году, Гордон уже снял фильм «Деревня Гигантов», основанный на книге. После него экранизацией занимался только Ричард Беннет, снявший фильм «Пища богов 2».